# Eigil Nielsen (fodboldspiller, født 1918)
 For alternative betydninger, se Eigil Nielsen. (Se også artikler, som begynder med Eigil Nielsen)
Eigil Louis Marinus Ferdinand Nielsen (født 15. september 1918 i Esbjerg, død 7. september 2000 på Frederiksberg), normalt bare Eigil Nielsen, var en dansk fodboldspiller, som spillede 28 kampe som målmand for det danske landshold og vandt en bronzemedalje ved Sommer-OL 1948. Han spillede for KB i alle sine landsholdsår, hvor det blev til 218 kamp, men startede karrieren i Esbjerg fB. Han er også grundlægger af Select Sport A/S.

## Tidlig liv og sportskarriere
Eigil blev født den 15. september 1918 i Esbjerg. Han startede dengang på det lokale fodboldhold. Han flyttede i København, hvor han meldte sig ind i KB, hvem han fik divionsdebut for i 1938. Han var med til at vinde fem danske mesterskaber for KB, som har i øvrigt spillede i resten af sine aktive år. Under 2. verdenskrig tog Eigil til Sverige, hvor han trænede en klub i Jönköping, som efter et år rykkede op uden et eneste nederlag.
Eigil Nielsen deltog for første gang på det danske landshold i 1940. Landholsholdkarrierens absolutte højdepunkt var ved Sommer-OL 1948, hvor Danmark vandt en bronzemedalje.
Eigils ven fra landsholdet, Knud Lundberg fra AB, havde i 1948 inviteret han med som målmand til en håndboldkamp for HG, der året før havde vundet den første nationale turnering mod Ajax København. I 1948 ville HG, med Knud Lundberg på holdet, gøre succesen efter ved at invitere Eigil med som målmand hos HG, efter den overbevisende præstation ved OL 1948. Dette blev ingen succes. De følgende fem mesterskaber tog Ajax fra HG.

## Select Sport
På daværende tidspunkt kunne eliteidrætsudøvere ikke leve af deres sport. Eigil uddannede sig derfor ved siden af som idrætspsykolog med et sideløbende job i sko- og læderbranchen. Eigil udviklede i 1947 sin første fodbold, og dannede Select. I 1951 introducerede han den første snøreløse fodbold. Samme år vælger DBU Selects bold som officiel landskampsbold.

## "Er du med Eigil?"
Er du med Eigil? (udtales; Er du mæ Eigil?) er en talemåde, der oprindeligt refererer til én af forsvarspillerne, der jævnligt tilbagelagde bolden til Eigil Nielsen i flere landsholdskampe. Her blev sætningen altid sagt ved tilbagelægningen. Talemåden har senere hen udviklet sig til en almindelig talemåde, og bruges når man skal kalde en langsom eller langsomt opfattende person op.[kilde mangler]